# Another Saturday Night
Another Saturday Night är en sång skriven av Sam Cooke och inspelad av honom på albumet Ain't That Good News. Den toppade Billboard Hot 100 och toppade även den amerikanska R&B-singellistan under en veckas tid. På den brittiska singellistan nåddes topplaceringen 23. 
1974 blev Cat Stevens singeletta i Kanada på RPM:s nationella singellista två gånger, den 28 september samt 19 oktober det året, med två veckors mellanrum.

## Coverversioner, remixversioner och samplingar
- 1974 spelade Cat Stevens in låten, och den nådde då som högst en sjätteplats på Billboard Hot 100.
- 1993 tolkades låten av Jimmy Buffett.
- Sam & Dave spelade in minst en version, vilken låg på samlingen I Thank You som utgavs 2002 på Brentwood Records label.[4]
- I Sverige kom låten att bli dansbandsstandard sedan Hans Sidén försett den med tex på svenska, som "Nu är det lördag igen", och Hobsons spelade in den 1974 på albumet Nu e de' lörda' igen.[5] Även Flamingokvintetten spelade in den samma år på albumet Flamingokvintetten 5.[6] Den spelades också in av Torgny Melins 2010 på albumet Dansbandsnatt.[7]
- 2012 Den 28 maj släppte Andreas Weise låten, som är den första singeln från hans kommande album.

## Listplaceringar

### Sam Cookes version
| Lista (1963)   | Topplacering |
| -------------- | ------------ |
| Storbritannien | 23           |

### Cat Stevens version
| Lista (1963)   | Topplacering |
| -------------- | ------------ |
| Nederländerna  | 21           |
| Storbritannien | 19           |

### Fotnoter
1. ↑  Whitburn, Joel (2004). Top R&B/Hip-Hop Singles: 1942-2004. Record Research. sid. 134
2. ↑  http://www.collectionscanada.gc.ca/rpm/028020-119.01-e.php?brws_s=1&file_num=nlc008388.3853a&type=1&interval=24&PHPSESSID=ccntousk30frf6h4jsn237nm12
3. ↑  http://www.collectionscanada.gc.ca/rpm/028020-119.01-e.php?brws_s=1&file_num=nlc008388.3874a&type=1&interval=24&PHPSESSID=ccntousk30frf6h4jsn237nm12
4. ↑  I Thank You [Brentwood] Sam & Dave Album, Yahoo! Music, 2009
5. ↑  ”Svensk mediedatabas”. http://smdb.kb.se/catalog/id/001884674. Läst 10 september 2011.
6. ↑  ”Svensk mediedatabas”. http://smdb.kb.se/catalog/id/001886820. Läst 10 september 2011.
7. ↑  ”Svensk mediedatabas”. http://smdb.kb.se/catalog/id/002599759. Läst 10 september 2011.
8. ↑  ”Listplacering”. Arkiverad från originalet den 25 maj 2012. https://archive.is/20120525165713/http://www.chartstats.com/release.php?release=3264. Läst 10 september 2011.
9. ↑  ”Listplacering”. http://dutchcharts.nl/showitem.asp?interpret=Cat+Stevens&titel=Another+Saturday+Night&cat=s. Läst 10 september 2011.
10. ↑  ”Listplacering”. Arkiverad från originalet den 25 maj 2012. https://archive.is/20120525165717/http://www.chartstats.com/release.php?release=6287. Läst 10 september 2011.